# Мост (анатомия)
Мостът (pons) е анатомична структура – част от мозъчния ствол, която при човека и други животни е разположена под средния мозък, над продълговатия мозък и пред малкия мозък.
Тази част от мозъчния ствол включва нервни пътища и трактове, които провеждат сигнали от главния мозък надолу към малкия и продълговатия мозък, както и трактове, пренасящи сензорни сигнали нагоре към таламуса.
Мостът е наричан също варолиев мост, по името на италианския хирург Костанцо Варолио (1543 – 1575).